# Belouizdad
Belouizdad (în arabă بلوزداد) este o comună din provincia Alger, Algeria.
Populația comunei este de 44.050 locuitori (2008).